# (500114) 2012 BW114
(500114) 2012 BW114 es un asteroide perteneciente al cinturón de asteroides, descubierto el 27 de enero de 2012 por el equipo del Mount Lemmon Survey desde el Observatorio del Monte Lemmon, Arizona, Estados Unidos.

## Designación y nombre
Designado provisionalmente como 2012 BW114.

## Características orbitales
2012 BW114 está situado a una distancia media del Sol de 2,370 ua, pudiendo alejarse hasta 2,488 ua y acercarse hasta 2,252 ua. Su excentricidad es 0,049 y la inclinación orbital 7,428 grados. Emplea 1333,10 días en completar una órbita alrededor del Sol.

## Características físicas
La magnitud absoluta de 2012 BW114 es 18.